# Chạy đua hạt nhân

Dự trữ vũ khí hạt nhân của Hoa Kỳ và Liên Xô / Nga

Chạy đua vũ trang hạt nhân / chạy đua hạt nhân là cuộc cạnh tranh chạy đua vũ trang để giành quyền tối cao trong chiến tranh hạt nhân giữa Hoa Kỳ, Liên Xô và các đồng minh tương ứng của hai bên trong Chiến tranh Lạnh. Trong thời kỳ này, ngoài kho dự trữ hạt nhân của Mỹ và Liên Xô, các quốc gia khác đã phát triển vũ khí hạt nhân, mặc dù không có sản phẩm đầu đạn nào có quy mô đến mức như của hai siêu cường.

## Chiến tranh Thế giới thứ hai
Vũ khí hạt nhân đầu tiên được Hoa Kỳ tạo ra trong Chiến tranh thế giới thứ hai và được phát triển để sử dụng để chống lại các thế lực của phe Trục. Các nhà khoa học của Liên Xô đã nhận thức được tiềm năng của vũ khí hạt nhân và cũng đã tiến hành nghiên cứu về lĩnh vực này.
Liên Xô không được thông báo chính thức về Dự án Manhattan cho đến khi Stalin được Tổng thống Hoa Kỳ Harry S. Truman thông báo tại Hội nghị Potsdam ngày 24 tháng 7 năm 1945, tám ngày sau lần thử nghiệm thành công đầu tiên của vũ khí hạt nhân. Bất chấp liên minh quân sự thời chiến, Hoa Kỳ và Anh không tin tưởng Liên Xô đủ mức để giữ thông tin về Dự án Manhattan an toàn trước các điệp viên của Đức: và cũng có những lo ngại rằng, như một đồng minh, Liên Xô sẽ yêu cầu và mong đợi nhận được các chi tiết kỹ thuật của vũ khí mới.  
Khi Tổng thống Truman thông báo cho Stalin về vũ khí, ông ngạc nhiên về cách Stalin bình tĩnh phản ứng với tin tức và nghĩ rằng Stalin không hiểu những gì ông đã nói. Các thành viên khác của Hoa Kỳ và các phái đoàn Anh, những người quan sát chặt chẽ việc trao đổi giữa hai người đã có các kết luận tương tự.
Trên thực tế, Stalin đã biết về chương trình này từ lâu, mặc dù Dự án Manhattan có sự phân loại bí mật cao đến mức, ngay cả khi là Phó Tổng thống, Truman không biết về nó hoặc sự phát triển của vũ khí này (Truman không được thông báo cho đến khi không lâu sau khi ông trở thành tổng thống). Một nhóm điệp viên hoạt động trong Dự án Manhattan, (bao gồm Klaus Fuchs  và Theodore Hall) đã thông báo cho Stalin được biết về tiến trình hạt nhân của Mỹ. Họ đã cung cấp cho Liên Xô những thiết kế chi tiết về bom nguyên tử và bom khinh khí. Việc Fuchs bị bắt năm 1950 đã dẫn đến việc bắt giữ nhiều điệp viên Nga bị nghi ngờ khác, bao gồm Harry Gold, David Greenglass, và Ethel và Julius Rosenberg.
Vào tháng 8 năm 1945, theo lệnh của Truman, hai quả bom nguyên tử đã được thả xuống các thành phố của Nhật Bản. Quả bom đầu tiên được thả xuống Hiroshima và quả bom thứ hai được thả xuống Nagasaki nhờ các máy bay ném bom B-29 có tên Enola Gay và Bockscar tương ứng.
Ngay sau khi kết thúc Chiến tranh thế giới thứ hai vào năm 1945, Liên Hợp Quốc đã được thành lập. Trong Đại hội đồng đầu tiên của Liên Hợp Quốc tại London vào tháng 1 năm 1946, họ đã thảo luận về tương lai của Vũ khí hạt nhân và thành lập Ủy ban Năng lượng Nguyên tử của Liên Hợp Quốc. Mục tiêu của hội nghị này là loại bỏ việc sử dụng tất cả vũ khí hạt nhân. Hoa Kỳ trình bày giải pháp của họ, được gọi là Kế hoạch Baruch. Kế hoạch này đề xuất rằng cần có một cơ quan quốc tế kiểm soát tất cả các hoạt động nguyên tử nguy hiểm. Liên Xô không đồng ý với đề xuất này và từ chối nó. Đề xuất của Liên Xô liên quan đến giải giáp hạt nhân toàn cầu. Cả hai đề xuất của Mỹ và Liên Xô đều bị Liên Hợp Quốc từ chối.

## Giai đoạn ban đầu của Chiến tranh Lạnh

### Phát triển đầu đạn
Trong những năm ngay sau Chiến tranh thế giới thứ hai, Hoa Kỳ đã độc quyền về kiến thức cụ thể và nguyên liệu thô sản xuất vũ khí hạt nhân. Các nhà lãnh đạo Mỹ hy vọng rằng quyền sở hữu độc quyền đối với vũ khí hạt nhân của họ sẽ đủ để có được những nhượng bộ từ Liên Xô nhưng điều này tỏ ra không hiệu quả.
Chỉ sáu tháng sau Đại hội đồng Liên Hợp Quốc, Hoa Kỳ đã tiến hành các vụ thử hạt nhân sau chiến tranh đầu tiên. Điều này được gọi là Chiến dịch Ngã tư. Mục đích của hoạt động này là để kiểm tra tính hiệu quả của một vụ nổ hạt nhân trên tàu. Các thử nghiệm hạt nhân này đã được thực hiện tại Đảo san hô Bikini ở Thái Bình Dương trên 95 tàu, bao gồm cả các tàu Đức và Nhật Bản đã bị bắt giữ trong Thế chiến II. Một loại bom nổ plutoni đã được kích nổ trên hạm đội, trong khi một quả bom khác được kích nổ dưới nước.
Đằng sau hậu trường, chính phủ Liên Xô cũng đang nghiên cứu chế tạo vũ khí nguyên tử của riêng mình. Trong chiến tranh, những nỗ lực của Liên Xô đã bị hạn chế do thiếu urani nhưng nguồn cung mới ở Đông Âu đã được tìm thấy và cung cấp nguồn cung cấp urani ổn định trong khi Liên Xô phát triển nguồn cung trong nước. Trong khi các chuyên gia Mỹ dự đoán rằng Liên Xô sẽ không có vũ khí hạt nhân cho đến giữa những năm 1950, quả bom đầu tiên của Liên Xô đã được kích nổ vào ngày 29 tháng 8 năm 1949, gây chấn động toàn thế giới. Quả bom, được đặt tên là " Tia sét đầu tiên " của phương Tây, ít nhiều là bản sao của "Fat Man", một trong những quả bom mà Hoa Kỳ đã thả xuống Nhật Bản vào năm 1945.
Cả hai chính phủ đã chi số tiền khổng lồ để tăng chất lượng và số lượng kho vũ khí hạt nhân của họ. Cả hai quốc gia nhanh chóng bắt đầu phát triển một quả bom hydro và Hoa Kỳ đã kích nổ quả bom hydro đầu tiên vào ngày 1 tháng 11 năm 1952, trên Enewetak, một đảo san hô ở Thái Bình Dương. Có tên mã là "Ivy Mike", dự án được Edward Teller, nhà vật lý hạt nhân người Mỹ gốc Hungary, dẫn dắt. Vụ nổ tạo ra một đám mây 100 dặm rộng và cao 25 dặm, giết chết tất cả sự sống trên các hòn đảo lân cận. Một lần nữa, Liên Xô đã làm cả thế giới ngạc nhiên khi phát nổ một thiết bị nhiệt hạch có thể triển khai vào tháng 8 năm 1953 mặc dù nó không phải là một quả bom hydro nhiều tầng thực sự. Tuy nhiên, nó đủ nhỏ để thả từ máy bay, khiến nó sẵn sàng để sử dụng. Sự phát triển của hai quả bom Liên Xô này được hỗ trợ rất nhiều bởi các điệp viên Harry Gold và Klaus Fuchs làm việc cho người Nga.
Vào ngày 1 tháng 3 năm 1954, Hoa Kỳ đã tiến hành thử nghiệm Castle Bravo, thử nghiệm một quả bom hydro khác trên đảo san hô Bikini. Các nhà khoa học đã đánh giá thấp đáng kể kích thước của quả bom, nghĩ rằng nó sẽ tạo ra ảnh hưởng 5 megatons. Tuy nhiên, nó tạo ra 14,8 megaton, đó là vụ nổ hạt nhân lớn nhất được Mỹ thử nghiệm. Vụ nổ lớn đến nỗi bụi phóng xạ hạt nhân đã ảnh hưởng đến người dân ở cách đó đến 300 dặm với một lượng đáng kể của bức xạ. Cuối cùng họ đã được sơ tán, nhưng hầu hết trong số họ trải qua sự ngộ độc bức xạ và dẫn đến một cái chết từ một thành viên phi hành đoàn của một tàu đánh cá có khoảng cách 90 dặm từ vụ nổ.
Liên Xô đã kích nổ quả bom hydro "thật sự" đầu tiên vào ngày 22 tháng 11 năm 1955, với năng suất 1,6 megatons. Vào ngày 30 tháng 10 năm 1961, Liên Xô đã kích nổ một quả bom hydro với năng suất xấp xỉ 58 megatons.

### Chạy đua vũ trang
Với cả hai bên trong "chiến tranh lạnh" có khả năng hạt nhân, một cuộc chạy đua vũ trang bắt đầu, với Liên Xô trước tiên cố gắng bắt kịp và sau đó vượt qua Mỹ.
Thứ trưởng Ngoại giao Nga, ông Serge Ryabkov cảnh báo về nguy cơ chiến tranh hạt nhân, vì động lực tiêu cực đáng chú ý trong năm 2018. Ông kêu gọi các quốc gia hạt nhân xây dựng các kênh giao tiếp để ngăn các sự cố tiềm ẩn, nhằm giảm thiểu rủi ro.

### Chuyên chở hạt nhân
Máy bay ném bom chiến lược là phương thức chở hạt nhân chính vào đầu Chiến tranh Lạnh.
Tên lửa từ lâu đã được coi là nền tảng lý tưởng cho vũ khí hạt nhân và có khả năng là một hệ thống phân phối hiệu quả hơn so với máy bay ném bom. Bắt đầu từ những năm 1950, tên lửa đạn đạo tầm trung và tên lửa đạn đạo tầm giữa ("IRBM") đã được phát triển để chuyển giao vũ khí hạt nhân chiến thuật, và công nghệ phát triển đến tầm xa hơn, cuối cùng trở thành tên lửa đạn đạo xuyên lục địa (ICBM). Vào ngày 4 tháng 10 năm 1957, Liên Xô đã cho thế giới thấy rằng họ có tên lửa có thể đến bất kỳ nơi nào trên thế giới khi họ phóng vệ tinh Sputnik lên quỹ đạo Trái đất. Hoa Kỳ đã phóng vệ tinh Explorer 1 đầu tiên vào ngày 31 tháng 1 năm 1958.
Trong cùng thời điểm, tên lửa đạn đạo phóng từ tàu ngầm cũng được phát triển. Đến giữa thập niên 1960, "bộ ba" cung cấp vũ khí hạt nhân đã được thành lập, với mỗi bên triển khai máy bay ném bom, ICBM và SLBM, để đảm bảo rằng ngay cả khi tìm thấy một biện pháp phòng thủ chống lại một phương thức phóng hạt nhân, các phương thức khác vẫn sẽ được có sẵn.
Một số người ở Hoa Kỳ vào đầu những năm 1960 đã chỉ ra rằng mặc dù tất cả các thành phần riêng lẻ của tên lửa hạt nhân đã được thử nghiệm riêng rẽ (đầu đạn, hệ thống dẫn đường, tên lửa), nhưng không thể thử nghiệm tất cả chúng. Các nhà phê bình cho rằng họ không thực sự biết đầu đạn sẽ phản ứng thế nào với lực hấp dẫn và chênh lệch nhiệt độ gặp phải trong bầu khí quyển và ngoài vũ trụ, và Kennedy không sẵn lòng thử nghiệm ICBM bằng đầu đạn sống. Điều gần nhất với một cuộc thử nghiệm thực tế là Chiến dịch Frigate Bird năm 1962, trong đó tàu ngầm USS Ethan Allen (SSBN-608) đã phát động một tên lửa Polaris A2 hơn 1.000 dặm về phía trang web thử nghiệm hạt nhân ở Đảo Christmas. Nó đã bị thách thức bởi, trong số những người khác, Curtis LeMay, người đặt sự nghi ngờ về độ chính xác của tên lửa để khuyến khích sự phát triển của máy bay ném bom mới. Các nhà phê bình khác chỉ ra rằng đó là một thử nghiệm duy nhất có thể là một sự bất thường; rằng nó là một SLBM ở độ cao thấp hơn và do đó phải chịu các điều kiện khác nhau so với ICBM; và những sửa đổi đáng kể đã được thực hiện cho đầu đạn của nó trước khi thử nghiệm. 
| Năm  | Bệ phóng | Bệ phóng | Đầu đạn | Đầu đạn | Megatonnage | Megatonnage |
| Năm  | Hoa Kỳ   | Liên Xô  | Hoa Kỳ  | Liên Xô | Hoa Kỳ      | Liên Xô     |
| ---- | -------- | -------- | ------- | ------- | ----------- | ----------- |
| 1964 | 2,416    | 375      | 6.800   | 500     | 7.500       | 1.000       |
| 1966 | 2.394    | 435      | 5.000   | 550     | 5.600       | 1.200       |
| 1968 | 2.360    | 1.045    | 4.500   | 850     | 5.100       | 2.300       |
| 1970 | 2.230    | 1.680    | 3.900   | 1.800   | 4.300       | 3.100       |
| 1972 | 2.230    | 2.090    | 5,800   | 2.100   | 4.100       | 4.000       |
| 1974 | 2.180    | 2.380    | 8.400   | 2.400   | 3.800       | 4.200       |
| 1976 | 2.100    | 2.390    | 9,400   | 3.200   | 3.700       | 4.500       |
| 1978 | 2.058    | 2.350    | 9,800   | 5.200   | 3.800       | 5.400       |
| 1980 | 2.042    | 2.490    | 10.000  | 7.200   | 4.000       | 6.200       |
| 1982 | 2.032    | 2.490    | 11.000  | 10.000  | 4.100       | 8.200       |

### Hủy diệt lẫn nhau không tránh khỏi (MAD)
Đến giữa thập niên 1960, cả Hoa Kỳ và Liên Xô đều có đủ năng lượng hạt nhân để xóa sổ phía bên kia. Cả hai bên đã phát triển khả năng khởi động một cuộc tấn công tàn khốc ngay cả sau khi phải chịu đựng một cuộc tấn công hoàn toàn từ phía bên kia (đặc biệt là bằng tàu ngầm), được gọi là một cuộc tấn công thứ hai. Chính sách này được gọi là Hủy diệt lẫn nhau không tránh khỏi: cả hai bên đều biết rằng bất kỳ cuộc tấn công nào từ phía bên kia sẽ tàn phá chính họ, do đó về mặt lý thuyết đã ngăn họ tấn công bên kia.
Cả hai chuyên gia Liên Xô và Mỹ hy vọng có thể sử dụng vũ khí hạt nhân để có được những nhượng bộ từ bên kia, hoặc từ các cường quốc khác như Trung Quốc, nhưng các nguy cơ liên quan tới sử dụng những vũ khí này rất nghiêm trọng đến mức họ phải kiềm chế những gì John Foster Dulles gọi là brinkmanship. Trong khi một số người, như Tướng Douglas MacArthur, cho rằng vũ khí hạt nhân nên được sử dụng trong Chiến tranh Triều Tiên, cả Truman và Eisenhower đều phản đối ý tưởng này.
Cả hai bên đều không biết về chi tiết về năng lực của kho vũ khí hạt nhân của đối phương. Người Mỹ bị thiếu tự tin, và trong những năm 1950, họ tin vào một khoảng cách máy bay ném bom là không tồn tại. Nhiếp ảnh trên không sau đó tiết lộ rằng Liên Xô đã chơi một loại trò chơi làng Potemkin với máy bay ném bom của họ bay vòng tròn trong các cuộc diễu hành quân sự của họ, khiến số lượng của chúng dường như nhiều hơn so với thực tế. Cuộc bầu cử tổng thống Mỹ năm 1960 chứng kiến những cáo buộc về khoảng cách tên lửa giữa người Liên Xô và người Mỹ. Ở phía bên kia, chính phủ Liên Xô đã phóng đại sức mạnh của vũ khí Liên Xô lên cấp lãnh đạo và Nikita Khrushchev.

## Phổ biến hạt nhân ban đầu
Ngoài Hoa Kỳ và Liên Xô, ba quốc gia khác là Vương quốc Anh, Cộng hòa Nhân dân Trung Hoa, và Pháp  phát triển vũ khí hạt nhân trong những năm đầu Chiến tranh Lạnh.
Năm 1952, Vương quốc Anh trở thành quốc gia thứ ba sở hữu vũ khí hạt nhân khi phát nổ một quả bom nguyên tử trong Chiến dịch Bão  vào ngày 3 tháng 10 năm 1952, có năng suất 25 kiloton. Bất chấp những đóng góp lớn cho Dự án Manhattan của cả chính phủ Canada và Anh, Quốc hội Hoa Kỳ đã thông qua Đạo luật Năng lượng nguyên tử năm 1946, cấm hợp tác đa quốc gia trong các dự án hạt nhân. Đạo luật Năng lượng nguyên tử làm phẫn nộ các nhà khoa học Anh và Winston Churchill, vì họ tin rằng có những thỏa thuận liên quan đến chia sẻ công nghệ hạt nhân sau chiến tranh, và dẫn đến việc Anh phát triển vũ khí hạt nhân của riêng mình. Anh đã không bắt đầu lên kế hoạch phát triển vũ khí hạt nhân của riêng mình cho đến tháng 1 năm 1947. Vì kích thước nhỏ của Anh, họ đã quyết định thử bom trên Quần đảo Monte Bello, ngoài khơi Australia. Sau thử nghiệm thành công này, dưới sự lãnh đạo của Churchill, Anh đã quyết định phát triển và thử nghiệm một quả bom hydro. Vụ thử bom hydro thành công đầu tiên xảy ra vào ngày 8 tháng 11 năm 1957, với năng suất 1,8 megatons. Một sửa đổi Đạo luật Năng lượng nguyên tử năm 1958 đã cho phép hợp tác hạt nhân một lần nữa và các chương trình hạt nhân Anh-Mỹ được nối lại. Trong Chiến tranh Lạnh, răn đe hạt nhân của Anh đến từ tàu ngầm và máy bay vũ trang hạt nhân. Các tàu ngầm tên lửa đạn đạo lớp <i id="mwARk">Resolution được</i> trang bị tên lửa Polaris do Mỹ chế tạo đã cung cấp khả năng răn đe trên biển, trong khi các máy bay như Avro Vulcan, SEPECAT Jaguar, Panavia Tornado và một số máy bay tấn công khác của Không quân Hoàng gia Anh mang theo bom trọng lực WE.177 mang tính đe dọa.
Pháp trở thành quốc gia thứ tư sở hữu vũ khí hạt nhân vào ngày 13 tháng 2 năm 1960, khi quả bom nguyên tử "Gerboise Bleue" được kích nổ tại Algeria, khi đó vẫn là thuộc địa của Pháp [Chính thức là một phần của Thủ đô Pháp.] Pháp bắt đầu lên kế hoạch cho một chương trình vũ khí hạt nhân ngay sau Thế chiến thứ hai, nhưng chương trình này không thực sự bắt đầu cho đến cuối những năm 1950. Tám năm sau, Pháp đã tiến hành thử nghiệm nhiệt hạch đầu tiên trên đảo san hô Fangatuafa. Nó có năng suất 2,6 megaton. Quả bom này đã làm ô nhiễm đáng kể đảo san hô với bức xạ trong sáu năm, khiến nó trở thành giới hạn đối với con người. Trong Chiến tranh Lạnh, răn đe hạt nhân của Pháp tập trung quanh Force de frappe, một bộ ba hạt nhân bao gồm các máy bay ném bom Dassault Mirage IV ctrang bị vũ khí hạt nhân như bom trọng lực AN-22 và tên lửa tấn công độc lập ASMP, tên lửa đạn đạo Pluton và Hades, và tàu ngầm lớp Redoutable được trang bị tên lửa hạt nhân chiến lược.
Cộng hòa Nhân dân Trung Hoa đã trở thành cường quốc hạt nhân thứ năm vào ngày 16 tháng 10 năm 1964 khi quốc gia này kích nổ quả bom urani-235 25 kiloton trong thử nghiệm có tên mã 596  tại Lop Nur. Vào cuối những năm 1950, Trung Quốc bắt đầu phát triển vũ khí hạt nhân với sự hỗ trợ đáng kể của Liên Xô để đổi lấy quặng urani. Tuy nhiên, sự phân chia ý thức hệ Trung-Xô vào cuối những năm 1950 đã phát triển các vấn đề giữa Trung Quốc và Liên Xô. Điều này khiến Liên Xô ngừng giúp Trung Quốc phát triển vũ khí hạt nhân. Tuy nhiên, Trung Quốc tiếp tục phát triển vũ khí hạt nhân mà không có sự hỗ trợ của Liên Xô và đã đạt được tiến bộ đáng kể trong thập niên 1960. Do căng thẳng của mối quan hệ Liên Xô/Trung Quốc, Trung Quốc có thể đã sử dụng vũ khí hạt nhân chống lại Hoa Kỳ hoặc Liên Xô trong trường hợp xảy ra chiến tranh hạt nhân giữa Hoa Kỳ và Liên Xô. Trong Chiến tranh Lạnh, hạt nhân mang tính răn đe của Trung Quốc bao gồm bom trọng lực mang theo máy bay ném bom H-6, các hệ thống tên lửa như DF-2, DF-3 và DF-4, và sau đó giai đoạn Chiến tranh Lạnh, là tàu ngầm tên lửa đạn đạo Type 092. Vào ngày 14 tháng 6 năm 1967, Trung Quốc đã kích nổ quả bom hydro đầu tiên.

## Khủng hoảng tên lửa Cuba

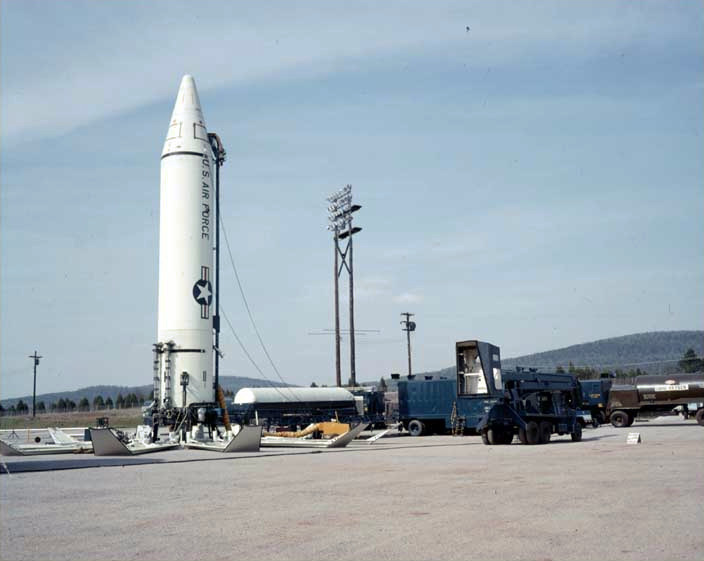
Hơn 100 tên lửa do Mỹ chế tạo có khả năng tấn công Moskva bằng đầu đạn hạt nhân đã được triển khai ở Ý và Thổ Nhĩ Kỳ vào năm 1961

Vào ngày 1 tháng 1 năm 1959, chính phủ Cuba rơi vào tay các nhà cách mạng cộng sản, đẩy Fidel Castro lên nắm quyền. Liên Xô đã ủng hộ và ca ngợi Fidelidel và cuộc kháng chiến của ông, và chính phủ mới được chính phủ Liên Xô công nhận vào ngày 10 tháng 1. Khi Hoa Kỳ bắt đầu tẩy chay đường mía Cuba, Liên Xô bắt đầu mua nó số lượng lớn để hỗ trợ nền kinh tế Cuba để đổi lấy nhiên liệu và cuối cùng đặt tên lửa đạn đạo hạt nhân trên đất Cuba. Những tên lửa này sẽ có khả năng bay đến Hoa Kỳ rất nhanh. Vào ngày 14 tháng 10 năm 1962, một máy bay do thám Mỹ đã phát hiện ra những địa điểm chứa tên lửa hạt nhân này đang được xây dựng ở Cuba.
Tổng thống Kennedy ngay lập tức tổ chức một loạt các cuộc họp cho một nhóm nhỏ các quan chức cấp cao để tranh luận về cuộc khủng hoảng. Nhóm được phân chia giữa một giải pháp quân sự và một giải pháp ngoại giao. Tổng thống Kennedy đã ra lệnh phong tỏa hải quân quanh Cuba và tất cả các lực lượng quân sự để DEFCON 3. Khi căng thẳng gia tăng, cuối cùng Kennedy đã ra lệnh cho lực lượng quân đội Mỹ tới DEFCON 2. Đây là lần gần nhất thế giới xảy ra chiến tranh hạt nhân. Trong khi quân đội Hoa Kỳ đã được lệnh tới DEFCON 2, thì việc tiến hành chiến tranh hạt nhân vẫn còn là một cách. Lý thuyết về sự hủy diệt được đảm bảo lẫn nhau dường như đặt sự tham gia vào chiến tranh hạt nhân là một khả năng không thể xảy ra. Trong khi công chúng nhận thấy Khủng hoảng tên lửa Cuba là thời điểm gần đến việc tàn phá hàng loạt, các nhà lãnh đạo của Hoa Kỳ và Liên Xô làm việc đằng sau tầm nhìn của công chúng để đưa ra kết luận hòa bình. Thủ tướng Khrushchev viết cho Tổng thống Kennedy trong một bức điện tín vào ngày 26 tháng 10 năm 1962 nói rằng: "Nếu không có ý định thắt chặt nút thắt đó và do đó sẽ làm cho thế giới phải chịu thảm họa của chiến tranh nhiệt hạch, thì chúng ta không chỉ thư giãn các lực kéo hai đầu của sợi dây, chúng ta hãy có biện pháp tháo gỡ nút thắt đó. "  Rõ ràng là cả hai người đều muốn tránh chiến tranh hạt nhân do sự hủy diệt lẫn nhau không thể tránh khỏi dẫn đến câu hỏi thế giới đã ở sát đến mức nào bên bờ vực của một cuộc chiến tranh hạt nhân.
Cuối cùng, vào ngày 28 tháng 10, qua nhiều cuộc thảo luận giữa các quan chức Hoa Kỳ và Liên Xô, Khrushchev tuyên bố rằng Liên Xô sẽ rút tất cả tên lửa khỏi Cuba. Ngay sau đó, Mỹ đã rút tất cả tên lửa hạt nhân khỏi Thổ Nhĩ Kỳ trong bí mật, vốn đe dọa Liên Xô. Việc Mỹ rút tên lửa Jupiter của họ khỏi Thổ Nhĩ Kỳ đã được giữ kín trong nhiều thập kỷ sau đó, khiến các cuộc đàm phán giữa hai quốc gia này thể hiện ra với thế giới như một chiến thắng lớn của Mỹ. Điều này cuối cùng đã dẫn đến sự mất chức của Thủ tướng Khrushchev.